# Dominik Klingberg
Dominik Klingberg (* 17. Januar 1979 in Göttingen) ist ein deutscher Schauspieler.

## Leben
Klingberg absolvierte seine Schauspielausbildung in Köln und Düsseldorf. Nach seiner Schauspielausbildung spielte er unter anderem am Schauspiel Köln, dem Schauspiel Leipzig, den Salzburger Festspielen, der Volksbühne Berlin, dem Schauspielhaus Hamburg, dem Nationaltheater Mannheim und den Wiener Festwochen. Die Kölner Produktion Die Erscheinungen der Martha Rubin, bei der er mitspielte, war 2008 zum Berliner Theatertreffen eingeladen.
Er spielte in verschiedenen Fernsehproduktionen, darunter Tatort, Mord mit Aussicht, Danni Lowinski, Kommissar Stolberg, SOKO Stuttgart, SOKO Köln, Der Bulle und das Landei. Von 2014 an spielte er in der Serie Rentnercops die wiederkehrende Rolle des Polizisten Benz.
Klingberg ist außerdem als Bühnenfecht- und Kampfdozent tätig. Seine Bühnenfechtausbildung erhielt er bei Emil Hartmann und Elvis Mihu, Weiterbildungen absolvierte er bei Claus Großer und Peter Theiss. Er belegte bei der Weltmeisterschaft im Bühnenfechten 2000 in Vichy, Frankreich, den 3. Platz. Als Kampfchoreograph war er unter anderem am Schauspiel Köln, am Theater Bonn, am Theater Aachen und am Theater Oberhausen tätig.
2006 begann Klingberg nebenberuflich als Caster für Networkmovie Köln zu arbeiten. Von 2013 bis 2023 leitete er im Team die Schauspielschule der Keller, an der er bereits seit 2003 als Dozent tätig ist.